# Дружные ребята
«Дружные ребята» — двухнедельный журнал для крестьянских детей. Выходил в Москве в 1927—1953 годах как орган ЦБ юных пионеров и Наркомпроса, затем также ЦК ВЛКСМ. 

## История
Организатор и первый главный редактор журнала (в 1927—1931 гг.) — Екатерина Евгеньевна Гвоздикова-Фрумкина (1881—1954).
Тираж журнала в 1927 году составлял от 8 750 до 12 500 экз. В том же году к журналу выпускались и тематические брошюры-приложения карманного формата — «Библиотечка журнала „Дружные ребята“».
По инициативе редакции журнала в 1929 году был созван I Всесоюзный слёт деткоров.
С конца 1930-х годов и особенно в послевоенные годы во многом стал повторять журнал «Пионер» и в конце концов был с ним слит.

## Названия
- 1927—1931 «Дружные ребята»
- 1932 «Журнал колхозных ребят»
- 1933—1937 «Колхозные ребята»
- 1938—1953 «Дружные ребята»

## Авторы
Основными авторами беллетристического отдела были писатели, сами родившиеся и выросшие в деревне: Ф. Каманин, П. Замойский, А. Кожевников, Н. Богданов. Также в журнале печатались: С. Маршак, А. Барто, В. Бианки, Вс. Лебедев, С. Федорченко, Н. Надеждина-Адольф и др.
В редколлегию журнала входил также Л. Пантелеев (печатал свои рассказы и вёл рубрику «Золотой ключик»).

## Художники
Среди иллюстраторов журнала — В. Ватагин, Л. Бруни, Д. Горлов, В. Сутеев, А. Лаптев, Б. Шергин, В. Колесников и др.